# أحمد هبه
أحمد هبه (ولد في 25 فبراير 1985) هو لاعب كرة قدم سعودي يلعب حاليًا في نادي سدوس .

## مسيرة اللاعب
كانت بداياته مع نادي الشباب ولعب بعدها مع أندية الشعلة وسدوس والمجزل والدرعية .

## الحياة الشخصية
أحمد هو شقيق اللاعبين حسن هبه وعبد الله هبه.

## روابط خارجية
- أحمد هبه على موقع قاعدة بيانات كرة القدم.إي يو (الإنجليزية)